# Tyto multipunctata
Tyto multipunctata (лат.)— птица семейства сипуховых, обитающая в Австралии.

## Ареал
Tyto multipunctata населяет густые тропические леса на равнинах Северо-Восточной Австралии: северо-восток Квинсленда (линия Куктаун — Таунсвилл, окрестности озера Ичем). Некоторые исследователи включают этот вид в Tyto tenebricosa (чёрная сипуха).

## Внешний вид
Tyto multipunctata по величине заметно уступает чёрной сипухе, которая обитает в лесах на севере Квинсленда. Эндемик влажных тропических лесов этой области Австралии. Оба вида сипух часто называют серебряными, имея в виду серебристо-белый окрас низа птицы. Малая сипуха светлее по окрасу верхней части тела, она часто бывает серовато-бурой с большим числом светлых пестрин серебристо-белого оттенка на голове и крыльях; встречаются также и чёрные птицы, но также очень пёстрые. Лицевой диск большой — серебристо-белый вокруг глаз. Вокруг диска яркая кайма из коротких тёмных перьев. Низ тела серебристо-белый с множеством тёмных пятен, которых особенно много на груди, отчего грудь кажется тёмно-серой. Хвост очень короткий. Глаза большие, радужина черная. Клюв светло-серый, ноги светло-серые, пальцы приспособлены для захвата добычи: два направлены вперед, два — назад, когти чёрные. Небольшой половой диморфизм в размерах: самка немного крупнее (самец 33 см, самка 37 см). В среднем длина тела малых чёрных сипух колеблется в пределах 31—38 см.

## Образ жизни
Сипухи ведут скрытный образ жизни, но их местонахождение можно определить по крику, который очевидцы определяют как «свист бомбы». Это громкая трель-свист, переходящая в громкий вопль, слышная на большом расстоянии. Угрожая, сипуха щёлкает языком, издавая клацающие звуки, чтобы нервировать своего противника.
Tyto multipunctata — дуплогнездник. Для гнездования выбирает большие дупла живого дерева, иногда — в развилке крупных сучков, оказывая предпочтение деревьям под названием Rose Gum. В других случаях занимает естественные углубления между корнями деревьев и в естественных нишах по откосам берегов. Самец и самка придерживаются друг друга на протяжении долгого времени, однако вне сезона гнездования живут поодиночке и дневное время проводят в разных местах. Самка откладывает два яйца и высиживает их в течение 42 дней. Самец приносит добычу самке в гнездо несколько раз за ночь. Количество гнездящихся пар в тропических лесах на севере Квинсленда оценивается в 2000 пар. Сипухи населяют область от гор на юге от Куктауна до севера этой области. Для них является оптимальной территория величиной в 50 га.

### Охота
Во время охоты сипухи способны преодолевать густые заросли тропического леса в ночное время, устанавливая местонахождение своей добычи и атакуя её. Питанием им служат наземные животные: крысы, другие грызуны, бандикуты, ящерицы, лягушки и прочие мелкие млекопитающие. Иногда они охотятся на древесных животных, птиц и поссумов. Поскольку сипухи находятся в начале пищевой цепи, величина их поголовья находится в зависимости от кормовой базы. Другим сдерживающим фактором является беспокойство от человека. Это территориальные птицы, которые не удаляются от своих владений далеко.
Сипухи, как и большинство ночных птиц, имеют хорошее ночное зрение, но, охотясь, полагаются более на свой чуткий слух, который, как установлено экспериментом, в четыре раза превосходит возможности слуха прочих животных. Это позволяет им охотиться в условиях абсолютной темноты. Эта уникальная способность достигается особым строением ушей, при котором оба уха расположены асимметрично на разных уровнях. Благодаря этому звуковой сигнал доходит до правого и левого уха с некоторой разницей во времени это позволяет сове с большей точностью определить местонахождение потенциальной жертвы. Помимо того ушное отверстие, расположенное выше, направлено вниз и более чутко к звукам, которые идут снизу. Короткие перья, обрамляющие лицевой диск, направляют звуки к ушам. Распушив эти перья, сипуха направляет их таким образом, чтобы звук поступал непосредственно к ушным отверстиям.
Во время охоты сипуха нападает на добычу, обхватывая её когтями таким образом, что когти вцепляются в жертву с четырех сторон. Свою добычу совы заглатывают целиком с перьями, мехом и когтями, а потом раз или два раза в день отрыгивают непереварившиеся остатки в виде плотных шариков — погадок.

## Продолжительность жизни
Продолжительность жизни у черных сипух высокая, темпы размножения невелики, поэтому численность популяции никогда не бывает избыточной.

## Размножение
Сезон размножения приходится на период с января по август. Несмотря на узкий ареал, численность этого вида считается обычной и на протяжении многих лет остаётся стабильной. В этом она отличается от черной совы, численность которой хотя и признана обычной, но в настоящее время неуклонно сокращается в результате вырубки лесов.

## Tyto multipunctata и человек
Много вреда сипухам приносит использование пестицидов в сельском хозяйстве, они наиболее уязвимы для ДДТ (дихлор-дифенил-трихлор-этан). Большой ущерб популяции сипух наносит дорожное движение, поскольку совы имеют обыкновение охотиться вдоль обочины дорог. Много средних и крупных птиц, сипух в том числе, гибнет на линиях электропередач.
С 1971 Tyto multipunctata, как и остальные австралийские хищные птицы, находится под защитой закона. Торговля сипухами дозволена только в рамках обмена между зоопарками.